# Tutmozis III.
Egipatski faraon XVIII. dinastije, vladao od 1504. pr. Kr. do 1450. pr. Kr. kraljevskim imenom Djehuty-mes Men-kheper-re. U trenutku smrti faraona Tutmozisa II., njegovog oca (majka mu je bila haremska djevojka Isis), Tutmozis III. je bio dječak pa je njegova maćeha (i tetka) Hatšepsut bila regent. Tako je bilo samo dvije godine a onda je Hatšepsut uzurpirala prijestolje i sama vladala skoro 20 godina. Za vrijeme njene vladavine mladi Tutmozis je bio u pozadini. Na temelju umijeća koje je kasnije demonstrirao na bojnom polju vjerojatno je da je mladić u to doba mnogo vremena provodio s vojskom. U tim vremenima Egiptu je izmakla kontrola nad Sirijom i Libanonom. Određen broj lokalnih vlastodržaca izbjegao je egipatskoj dominaciji i završio pod utjecajem bližeg i snažnog mitanskog kraljevstva. S dolaskom mladog Tutmozisa III. na vlast, to se sve radikalno promijenilo.

## Napoleondrevnog Egipta
Tutmozis III. u drugoj godini svoje samostalne vladavine kreće na svoj prvi bliskoistočni pohod i cijela kampanja je bila majstorsko djelo planiranja i realizacije. Za deset dana stigao je do Gaze, osvojivši grad i produživši u pravcu Megida. Ovdje je došlo do velike bitke s vojskom pobunjenog princa iz Kadeša, a o svim ovim događajima postoje temeljiti zapisi na zidovima hrama u Karnaku. Tu, kod Megida, Tutmozis III. pobjeđuje neprijatelja, ali njegova vojska zastaje zbog skupljanja plijena pa se neprijatelj uspijeva izvući povlačenjem unutar jakih zidina grada. Egipćani opsjedaju grad punih sedam mjeseci i na kraju ga osvajaju.
U manje od pet mjeseci Tutmozis je putovao od svoje prijestolnice Tebe sve do sirijske obale, vodio odlučujuće bitke i vratio se u svoj glavni grad proslavljati pobjede. U idućih 18 godina organizirani su vojni pohodi svako ljeto i egipatska je mornarica intenzivno rabljena za pokrete trupa uz obalu. Kadeš je osvojen u četrdesetdrugoj godini Tutmozisove vladavine kada je osvojen Kadeš, iako popis u Karnaku nabraja preko 350 gradova koji su pali pod egipatsku vladavinu.
Kralj je isto tako organizirao i kaznene ekspedicije u Nubiju gdje je sagradio hramove u Amadi i Semni. Širom Egipta mnogi su hramovi bili prošireni i obogaćeni zahvaljujući golemom plijenu s ratnih pohoda, no nijedan tako mnogo kao Karnak.
Zadnjih nekoliko godina života Tutmozis III. je konačno proveo bez ratovanja. Stari faraon je zadovoljno svoj veliki imperij predao mirno svom nasljedniku Amenhotepu II.
Vladavina Tutmozisa III. ostaje zabilježena po svom obilju i bogatstvu. To se reflektira i s izvanredno lijepim, bogatim grobnicama tog vremena. On sam bio je sahranjen u Dolini kraljeva, a njegov grob je smješten s ulazom na polovini visine jedne klisure. Sam ulaz je poslije pokopa bio skriven, ali to nije spriječilo antičke pljačkaše grobova da pronađu grobnicu i temeljito je isprazne. Sama mumija velikog faraona je ipak ostala sačuvana do današnjih dana zahvaljujući slavnom otkriću u spilji kod Deir el-Bahria, gdje je pronađena zajedno s ostalim mumijama egipatskih vladara.
Smatra se da je u doba Tutmozisa III. egipatska država dostigla vrhunac svoje moći.